# Pheidole caribbaea
Pheidole caribbaea är en myrart som beskrevs av Wheeler 1911. Pheidole caribbaea ingår i släktet Pheidole och familjen myror.

## Underarter
Arten delas in i följande underarter:
- P. c. caribbaea
- P. c. sloanei